# 파티마의 성모

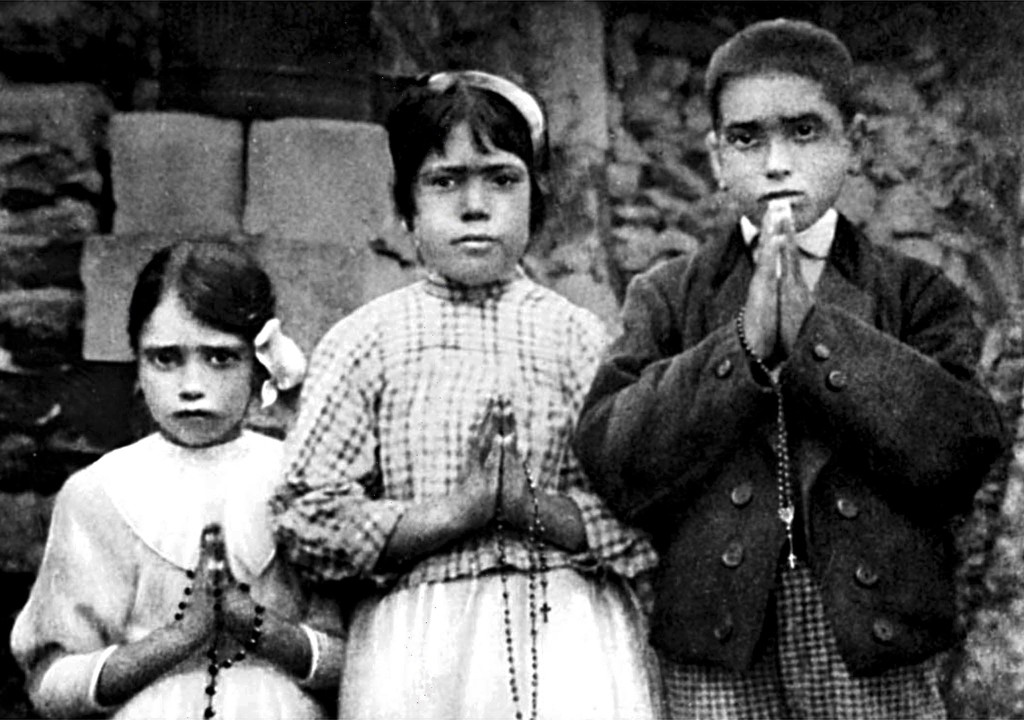
1917년 당시 루치아 도스 산토스(가운데)와 그녀의 사촌들인 프란치스코 마르토(오른쪽)와 히야친타 마르토(왼쪽)

파티마의 성모(포르투갈어: Nossa Senhora de Fátima, 영어: Our Lady of Fatima)는 포르투갈의 산타렝 현 빌라노바데오렘에 있는 마을 파티마에서 세 명의 어린 목동에게 나타났다는 성모 마리아를 부르는 칭호이다. 파티마의 성모는 1917년 5월 13일부터 10월 13일까지 매월 13일 여섯 번 나타났으며, 그녀가 처음 나타난 5월 13일은 파티마의 성모 발현 기념일로 제정되었다. 성모 마리아를 목격한 세 명의 아이는 루치아 도스 산토스와 그녀의 사촌 프란치스코 마르토, 히야친타 마르토이다.

## 역사

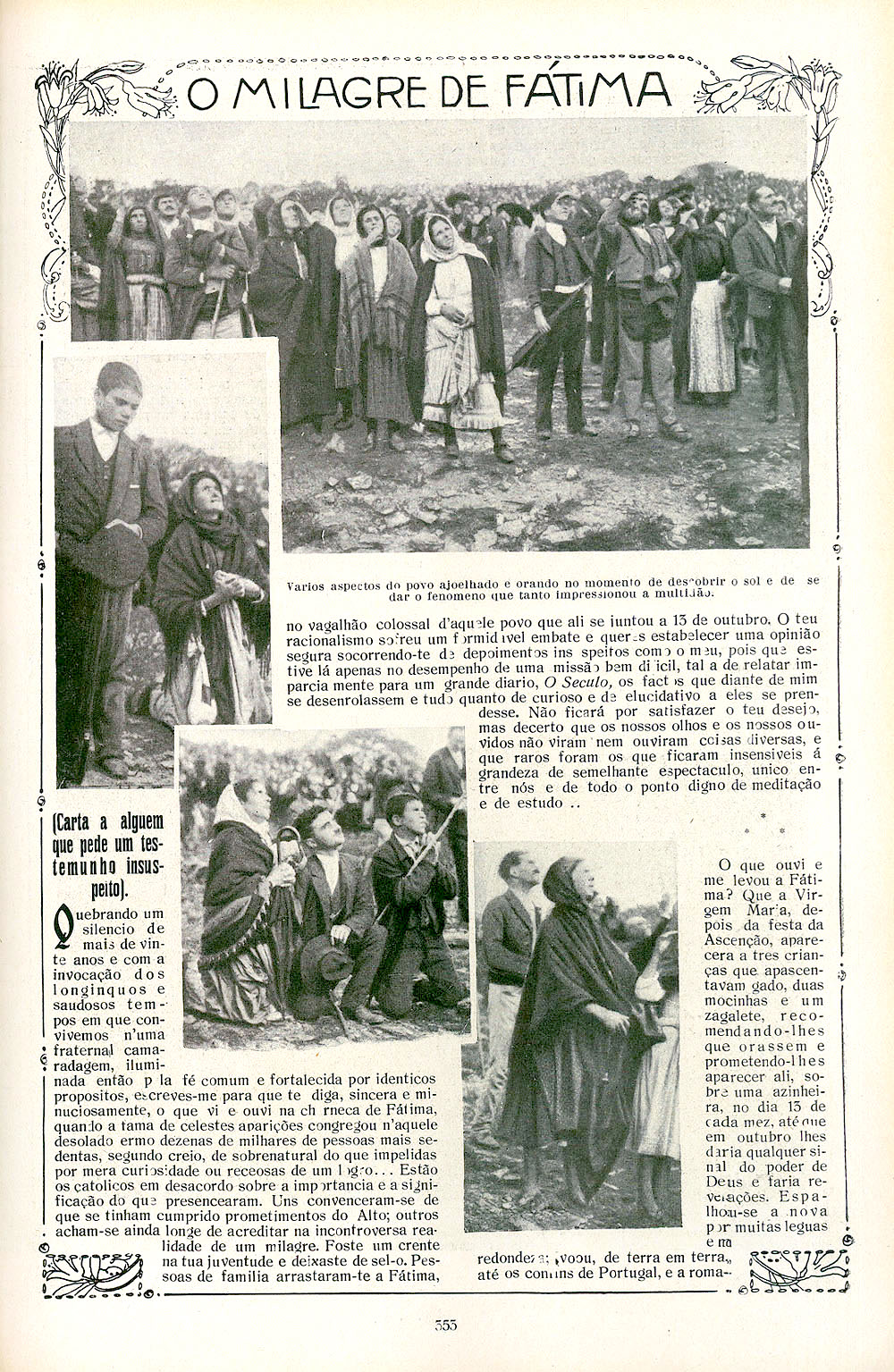
《일루스트라사오 포르투게사》의 1917년 10월 29일자의 사진 사본. 성모 마리아가 파티마에 발현한 동안 일어난 태양의 기적을 본 수많은 군중의 모습이 담겨 있다.

1917년 5월 13일, 인구 1만 명의 작은 마을 파티마의 한 목초지에서 양치기하며 사는 열살의 루치아, 일곱 살의 히아친타, 아홉 살의 프란치스코 등 세 명의 어린이는 코바 다 이리아에서 함께 작은 돌담을 쌓으며 놀고 있었다. 그러던 중 갑자기 번개와 같은 섬광이 내려치면서 아이들 앞에 있는 작은 떡갈나무 위에 성모 마리아가 나타났다.
루치아는 당시 자신이 목격한 성모의 모습에 대해 “지금까지 어느 곳에서도 본 적이 없는 매우 아름다운 부인이었는데 그 부인이 입은 옷은 반짝거리는 물이 채워진 수정 유리보다 더 강하고 밝은 빛을 쏟아내는 찬란한 것이었다. 부인이 입은 옷은 발밑에까지 늘어뜨려졌으며 그 경계 부분은 별들로 장식되어 있었다. 나이는 열여섯 살 정도 되어 보이며 표현할 수 없이 아름다운, 천상의 빛으로 가득한 용모를 지니고 있었다. 하지만, 무엇인지 생각에 잠긴듯한 슬픔도 배어 있었다. 가늘고 섬세한 그 부인의 손은 진주 같은 것으로 엮어진 묵주를 들고서 가슴 부분에서 서로 맞잡고 있었다.”라고 설명하였다.
루치아의 진술에 따르면, 성모는 세 아이에게 일명 ‘파티마의 비밀’이라고 불리는 세 가지 비밀을 털어놓았다고 한다. 그녀는 아이들에게 죄인들의 회개를 위해 기도와 고행을 바치라고 당부했다. 그 말을 들은 아이들은 낮 동안만 고통을 가져오는 굵은 밧줄을 허리 맨살에 단단히 묶고 다녔으며, 더운 날에 물을 마시지 않았으며, 그 밖에도 고행을 위한 여러 가지 일들을 하였다. 루치아의 말에 따르면, 그 가운데 가장 중요한 것은 개인과 세계 평화를 기원하며 묵주 기도를 자주 바치는 것이었다고 한다.
어느새 환시와 기적에 대한 소문이 알려지게 되면서 수천 명의 사람이 몇 달 동안 계속 떼를 지어 파티마와 알주스트렐을 방문하기 시작했다. 1917년 8월 13일, 이 사건을 포르투갈을 분열시키려는 정치적 술책이라고 믿은 지방 행정관은 아이들이 코다 다 이리아에 도착하기 전에 체포하여 근처에 있는 오우렘에 감금하였다. 지방 교도소에 갇혀 있는 동안 아이들은 입소자들을 위로하며 친하게 지냈으며, 나중에는 그들의 마음을 움직여 다 함께 무릎을 꿇고 묵주 기도를 바쳤다. 행정관은 성모 마리아가 일러준 비밀들의 내용을 실토하라면서 아이들을 심문했지만, 소용 없었다. 그 과정에서 그는 비밀들을 알려주지 않을 시 끓는 기름 가마 속에 한 명씩 산 채로 집어넣겠다는 협박까지 하였다. 그러나 아이들은 오히려 저항하며 끝내 입을 열지 않았다. 그들이 투옥당한 사건이 있은 지 얼마 지나지 않은 1917년 8월 19일, 성모는 발리뇨스에 있는 목초지에서 어린이들에게 다시 발현하여 매달 13일에 코다 바 이리아에 계속 나와야 한다고 말했다.

### 태양의 기적
파티마에서의 세 번째 발현인 1917년 7월 13일에 성모 마리아는 아이들에게 발현이 실제 일어났다는 것을 다른 모든 사람이 믿도록 커다란 기적을 만들어 보이겠노라고 약속하였다. 그 말대로 다음 달인 10월 13일에 ‘태양의 기적’이라고 불리는 사건이 일어났다. 루치아의 성모 마리아의 말을 그대로 사람들에게 이야기해주자, 신문기자와 사진기자까지 포함해서 대략 70,000명의 사람이 코바 다 이리아로 몰려들기 시작하였다.
성모 마리아가 약속한 날짜인 10월 13일이 되자 시커먼 구름이 하늘을 완전히 뒤덮고 곧 엄청난 비바람이 몰아쳤다. 오후 1시경이 되자 하늘을 뒤덮은 먹구름들이 갑자기 물러갔으며, 비도 그쳤다. 그리고 태양이 두꺼운 구름층을 뚫고 나와 묘한 은빛 원반처럼 회전하기 시작하였다. 루치아는 군중을 향해 태양을 보라고 크게 소리쳤다. 루치아가 태양을 응시하는 동안, 하늘에는 여러 성인이 나타났고, 태양은 불 바퀴처럼 빠르게 회전하면서 여러 가지 색깔의 광선들을 발산하며 지상을 물들였다. 잠시 후, 태양은 하늘을 가로질러 지그재그 모양으로 전진하면서 지상을 향해 엄청난 속도로 떨어졌다가 다시 제자리로 돌아갔다. 이 현상은 그곳에 있었던 사람들뿐만 아니라 수십 km 떨어진 인근 마을의 주민들도 모두 목격하였다. 그리고 앞서 내렸던 비에 의해 젖었던 모든 물체가 마치 강한 열기를 받은 듯 순식간에 말라버렸다.
포르투갈에서 가장 영향력 있는 신문으로 친 정부적·반 교회적 성향을 공공연히 드러냈던 《오 세쿨로》(O Século)의 칼럼니스트 알베리노 드 알메이다는 당시 현장에서 목격한 현상에 대해 “엄청난 인파가 구름 속에서 삐져나와 하늘 한가운데에 있는 태양을 쳐다보았다. 하늘을 좀 더 자세히 보려고 모두 모자를 벗고 있던 군중의 놀란 시야 앞에서 태양이 우주의 법칙을 벗어난 믿을 수 없는 움직임을 보이며 흔들리고 있었다. 많은 사람이 이구동성으로 하는 표현을 빌리자면 태양이 춤을 추었던 것이다.”라고 보도하였다.
리스본의 매일 일간지 《오 디아》(O Dia)는 1917년 10월 17일자에서 “마치 태양에 투명한 베일을 씌운 것처럼 사람들은 아무 어려움 없이 쳐다볼 수 있었다. 태양은 우중충한 회색으로 빛나는 은반 모양이 되었고 서서히 빛이 퍼져서 구름 사이를 헤치고 나왔다. 회색빛 천으로 덮은 듯한 은빛이 나는 태양이 물러나며 구름 사이에서 빙글빙글 돌며 주춤거리는 것이 보이기 시작했다. 대성당의 스테인드글라스 유리창을 통하여 빛나는 것처럼 빛은 푸른색으로 바뀌어 커다란 회전바퀴 축에서 퍼져 나가듯이 빛이 퍼져 나갔다. 서서히 푸른빛이 사라지고 이제는 노란색 스테인드글라스를 통과한 것처럼 보였다. 노란색 점들이 하얀색 면사포와 검은색 치마로 쏟아져 내렸다. 노란색 빛은 낮은 곳에 있는 떡갈나무와 바위들, 언덕까지도 한없이 물들였다. 모든 사람은 기대했던 기적의 웅장함에 압도되어 흐느꼈으며 모자를 벗고 기도하였다. 몇 초간의 시간이 몇 년처럼 느껴졌고 그들은 살아온 보람을 충분히 느꼈다.”라고 보도하였다.
이날 파티마와 인근 지역 외에는 어디에서도 태양의 이상 현상을 목격하지 못했으며, 천문학자들도 태양 관측에서 별다른 징후를 감지하지 못했다. 시인 알폰소 로페스 비에이라와 학교 교사 델피나 로페스와 학생들의 당시 목격담에 따르면, 태양의 기적 현상은 최고 40 km 떨어진 곳에서도 목격되었다고 한다.
모든 목격자들이 이런 '춤추는 태양'현상을 목격한 것은 아니다. 어떤 사람들은 단지 태양의 광채 색깔만 봤다고 하며, 천주교 신자들 중 어떤 이들은 전혀 아무것도 목격하지 못했다고 증언했다.

## 파티마의 세 가지 비밀

### 첫 번째와 두 번째 비밀
루치아는 자신의 자서전에서 성모 마리아가 가르쳐 준 첫 번째 비밀은 지옥에 대한 환시였다고 설명하며, 당시에 목격한 것을 다음과 같이 기록하였다:
“성모님께서 손을 펼치시자, 그 손에서 빛이 뿜어져 나와 땅속으로 뚫고 들어갔습니다. 뒤이어 저희는 그 안에서 거대한 불바다를 보았습니다. 그 불 가운데에는 검은색 또는 청동색의 숯등걸과 같은 사람 모양을 한 영혼들과 악마들이 화염과 연기 속에서 떠돌고 있었습니다. 그들은 큰 화재 때 맹렬히 타오르는 화염과 사방에서 불똥이 튀는 구름 같은 연기에 싸여 체중도 균형도 없이 실망과 통곡으로 몸부림치고 있었는데, 실로 그 광경은 저희를 공포로 전율케 하였습니다. 악마들의 모습도 서로 구별할 수 있었는데, 불타오르는 투명한 석탄과 같이 흉측스러운 이상한 동물의 형태를 취하고 있었습니다. 저희는 너무도 겁에 질려 그들의 구원을 애원하는 눈초리로 성모님을 쳐다보았습니다. 이 환시는 잠깐만 계속되었습니다. 저희는 첫 번째 발현 때에 저희를 하늘나라로 데려가겠다고 약속해 주심으로서 미리 마음의 준비를 시켜 주신 자애로우신 하늘의 어머니께 감사하지 않을 수 없었습니다. 그렇지 않았더라면 아마 저희는 공포와 두려움으로 그 자리에서 죽었을 것입니다.”
두 번째 비밀은 지옥으로부터 영혼들을 구해내고, 세계의 평화를 위한 회개의 방법과 하느님의 구원의 방법에 관한 마리아의 지시를 담고 있다.
“너희는 불쌍한 죄인들이 가는 지옥을 보았다. 하느님께서는 그들을 구원하시려고 내 티 없는 성심에 대한 신심을 이 세상에 세우고자 하신다. 내가 말하는 것을 너희가 실천하면 많은 영혼이 구원될 것이요, 세상에는 평화가 올 것이다. 그리고 전쟁도 곧 끝날 것이다. 그러나 인류가 계속해서 하느님의 마음을 상해 드린다면, 교황 비오 11세 때에 또 다른 더 무서운 전쟁이 일어날 것이다. 원인 모를 빛에 의해 밤이 밝혀지거든, 하느님께서 전쟁과 기아 그리고 교회와 교황에 대한 박해로써 세상의 모든 죄악을 벌하시려는 표지로 알아라. 이 재앙을 막고자, 러시아를 내 성심에 봉헌하고 매달 첫 토요일마다 보속의 영성체를 실천하라고 부탁하러 다시 오겠다. 내 요청이 채워지면 러시아는 회개하고 평화가 올 것이다. 만일 그렇지 않으면 러시아는 자기 오류를 온 세상에 퍼뜨리고 전쟁을 유발하며 교회에 박해를 가할 것이다. 선한 사람들은 순교를 당하고 교황은 더 큰 고통을 받을 것이며, 여러 나라가 무너질 것이다. 그러나 결국 내 티 없는 성심이 승리하게 될 것이다. 교황은 나에게 러시아를 봉헌할 것이고, 러시아는 회개할 것이며, 세상에 평화의 시기가 도래할 것이다. 그리고 포르투갈에서는 언제나 신앙이 보존될 것이다.”

### 세 어린이의 죽음
루치아는 1925년 스페인 갈리시아 지방의 폰테베드라에 있는 도로테아 수녀원에 들어간 후, 성모 마리아를 다시 만났다. 이번에 그녀는 성모 마리아로부터 첫 토요일 신심을 세상 사람들에게 알리라는 사명을 부여받았다고 말했다. 루치아의 보고에 따르면, 아기 예수가 성모 마리아와 같이 발현하여 성모의 요청을 반복해서 말했다고 한다.
1928년에 루치아는 갈리시아의 마을 투이에 있는 또 다른 수녀원으로 이적하였다. 1929년, 루치아는 성모 마리아가 다시 나타나 자신의 티 없는 성심에 러시아를 봉헌하라는 요청을 되풀이했다고 전하였다.
루치아가 전한 바에 따르면, 그녀는 개인적으로 발현한 마리아를 주기적으로 만났다고 한다. 가장 중요한 발현은 1931년 갈리시아의 리안호에서의 발현이었다. 그곳에서 루치아 수녀는 발현한 예수를 만났으며, 두 기도문과 교회의 고위 성직자들에게 전하는 메시지를 받아 적었다.
1947년, 루치아 수녀는 도로테아 수녀원을 거쳐 포르투갈의 코임브라에 있는 가르멜 수녀원에 입회하였다. 2005년 2월 13일, 루치아는 향년 97살의 나이에 선종하였다. 루치아가 죽은 후에 바티칸, 더 정확히 말하자면 요제프 라칭거 추기경(당시 신앙교리성의 장관)은 그녀의 독방을 봉쇄하라는 지시를 내렸다.
루치아의 두 사촌, 프란치스코(1908-1919)와 히야친타(1910-1920) 남매는 1919년에 크게 유행하였던 스페인 독감에 희생되었다.
프란치스코와 히야친타는 1989년 5월 13일 교황 요한 바오로 2세에 의해 가경자로 공식 선언되었다. 요한 바오로 2세는 2000년 5월 13일에 두 사람을 시복하였다. 히야친타는 이제까지 있던 박해받지 않고서 복녀품에 오른 사람들 가운데 가장 나이가 어렸다.
1941년에 루치아는 성모 마리아가 1917년 6월 13일에 두 번째로 발현하였을 때 프란치스코와 히야친타의 이른 죽음을 예언했다고 주장하였다. 올림피아 마르토(프란치스코와 히야친타의 어머니)의 증언을 포함한 일부 이야기에 따르면, 성모 마리아가 전한 이 소식은 비밀로 유지하지 않아 모두가 알고 있었으며, 두 어린이는 병실에 입원하자 자신들의 죽음을 예측하며 기쁜 마음으로 받아들였다고 한다. 1941년 보고에 따르면, 루치아는 성모 마리아에게 자신을 포함한 세 명의 발현 목격자가 죽었을 때 하늘나라에 갈 수 있는지를 물어보았다. 성모는 그녀에게 “그래. 프란치스코와 히야친타는 곧 데려가겠다. 그러나 너는 좀 더 오래 여기 머물러 있어야 한다. 예수께서는 내가 세상에 알려지고 사랑받도록 너를 사용하고자 하신다. 그분은 세상에 내 티 없는 성심에 대한 신심을 세우기를 원하고 계신다.”라고 대답하였다.
시성을 위한 조사의 목적으로 1949년과 1951년에 무덤을 발굴했을 당시, 히야친타의 유해는 부패하지 않은 상태로 발견되었다. 반면에, 프란치스코의 유해는 부패하였다.
2005년 2월 13일에는 성모 발현을 목격한 세 목동 가운데 마지막 생존자였던 루치아 수녀도 97살의 나이로 타계하였다.

### 러시아의 봉헌

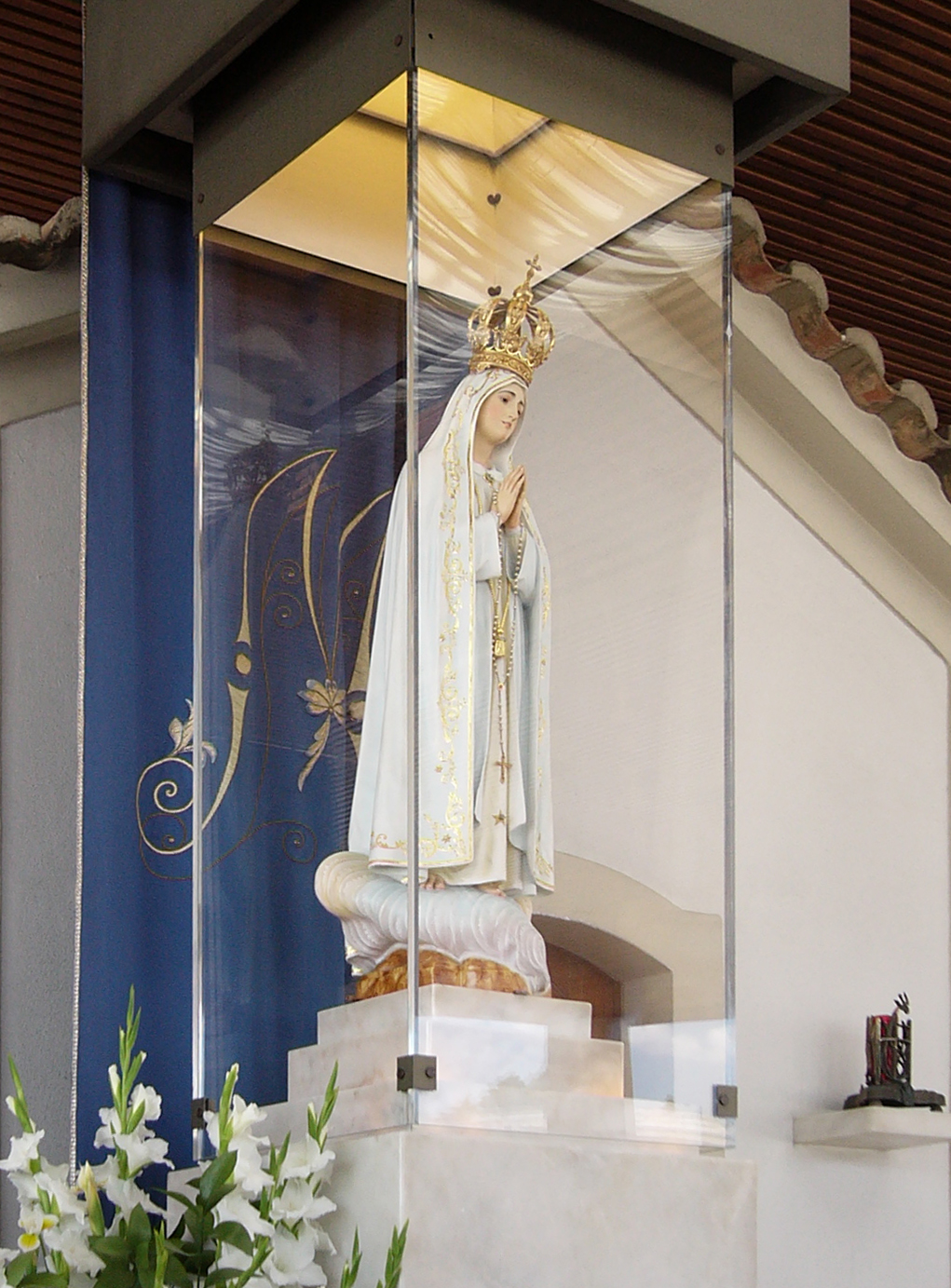
파티마의 성모상

루치아의 말에 따르면, 성모 마리아는 러시아를 자신의 티 없이 깨끗한 성심에 봉헌하면 러시아가 전향하고 평화의 시대가 찾아올 것이라고 약속했다고 한다.
1952년 7월 7일 교황 비오 12세는 교황 교서 《Sacro Vergente》를 통해 개인적으로 지극히 복되신 동정 마리아에게 러시아를 봉헌하겠노라고 밝혔다. 비오 12세는 다음과 같이 적었다:
몇 년 전 우리가 온 인류를 하느님의 어머니이신 동정 마리아의 티 없으신 성심에 봉헌하였듯이, 오늘 우리는 특별히 모든 러시아 사람을 티 없으신 성모 성심에 봉헌하여 맡기겠습니다.
1952년에 교황은 성모 마리아가 언제나 승리를 거두었다는 사실을 러시아인들에게 상기시켰다. “지옥의 문은 성모님의 보호 아래 있는 곳에 그 세력을 결코 뻗칠 수 없을 것입니다. 성모님은 착한 어머니이시자 모든 이의 어머니이시며, 성모님께 보호를 요청한 사람이 그분의 보호를 받지 못했다는 말은 들어보지 못했을 것입니다. 이 믿음을 토대로, 본인은 모든 러시아 사람을 성모님께 바치겠습니다. 성모님께서 도와주실 것입니다! 오류와 무신론은 성모님의 도우심과 주님의 은총으로 극복될 것입니다.”
교황 비오 12세와 교황 요한 바오로 2세는 모두 파티마의 성모와 특별한 관계였다. 1917년 5월 13일 파첼리는 교황 베네딕토 15세에 의해 시스티나 경당에서 대주교로 승진하였는데, 바로 그날 파티마에서 성모 마리아가 세 명의 어린 목동에게 처음으로 발현하였다. 나중에 비오 12세로 등극한 파첼리는 파티마의 성모를 기념하는 축일 날짜인 1958년 11월 13일에 성 베드로 대성전 아래에 있는 지하 묘지에 묻혔다. 파티마의 성모 축일인 1981년 5월 13일에 요한 바오로 2세에 대한 저격 사건이 일어났는데, 이때 파티마의 성모가 교황의 목숨을 구하도록 관여했다는 주장이 있었다. 이 이야기는 교황 자신이 “한 손은 총을 쏘고, 또 다른 한 손은 총알을 비켜가게 했다.”라고 직접 언급함으로써 많은 신자가 믿고 있다.
1984년 교황 요한 바오로 2세는 많은 주교와 함께 다시 한번 온 인류와 모든 나라를 성모 마리아에게 봉헌하였다. 이러한 장엄하고 보편적인 봉헌 행위를 본 루치아 수녀는 “그렇습니다. 그것은 1984년 3월 25일에 성모님께서 요청하신 대로 된 것입니다.”라며 하늘나라가 1984년 봉헌을 받아들였다고 확인하였다. 이날 이후 소련을 위시한 동유럽의 공산주의가 서서히 무너지기 시작했다. 봉헌식 후 1년이 지난 1985년에 소련 서기장 콘스탄틴 체르넨코가 건강이 나빠져 사망하고, 이어서 미하일 고르바초프가 새 서기장이 되었다. 고르바초프는 언론과 종교의 자유를 위한 정책을 펼쳤다. 이러한 정책은 결국 공산주의권의 붕괴를 가져왔다. 1989년, 요한 바오로 2세의 조국 폴란드에 반(反) 공산주의 혁명이 일어나 민주 정권이 수립되었다. 뒤이어 많은 공산주의 나라가 민주주의 체제로 전향하였으며, 1989년 11월 9일에는 독일을 나누던 베를린 장벽이 무너졌다. 그해 12월 고르바초프가 바티칸을 공식 방문하여 교황과의 역사적인 만남을 가졌으며, 1990년 소련은 바티칸과 외교 관계를 맺었다. 결국, 1991년에 소련이 붕괴하면서 동유럽은 마침내 공산주의 지배에서 해방됨으로써 파티마의 메시지가 이루어졌다.
2008년 옛 소련에서는 성모 마리아와 함께하는 미래를 주제로 한 회의가 열렸다. 러시아 정교회 신자들은 벨로루시의 가톨릭 신자들과 함께 민스크에 모여 루르드의 성모 발현 150주년 기념식을 거행하였으며, 러시아를 위해 노력한 성모 마리아를 크게 존경하였다. 신심 깊은 신자들에게 있어 이러한 일련의 사건들은 러시아를 위해 파티마의 성모에게 바친 기도가 응답을 받았다는 증표로 인식되고 있다.

### 세 번째 비밀
세 번째 비밀은 교황과 다른 그리스도인들의 죽음에 대한 환시로, 레이리아의 주교에 의해 번역되어 낭독되었다:
저희는 성모님 왼편 조금 위쪽에서 왼손에 불칼을 든 천사를 보았습니다. 번득이는 불칼은 이 세상을 불태울 것처럼 불꽃을 내뿜었습니다. 그러나 성모님께서 오른손으로 천사를 향하여 광채를 방출하시자 그 불꽃은 사그라졌습니다. 천사는 오른손으로 땅을 가리키며 큰 소리로 외쳤습니다. “참회하라, 참회하라, 참회하라!” 그러고 나서, 저희는 무한한 빛이신 하느님 안에서 사람들이 거울 앞을 지나칠 때 비치는 모습과 비슷한 어떤 것, 하얀 옷을 입으신 주교님 한 분을 보았습니다. 저희는 그분이 교황 성하라는 생각이 들었습니다. 또 가파른 산을 오르시는 다른 주교님들과 신부님들, 남녀 수도자들도 보았는데, 산꼭대기에는 껍질만 남은 코르크나무처럼 투박한 몸통의 큰 십자가가 있었습니다. 교황 성하께서는 그 산에 오르시기 전에 거의 폐허가 된 큰 도시를 지나가셨습니다. 교황 성하께서는 절뚝거리시는 발걸음으로 몸을 반쯤 떠시면서 고통과 슬픔에 짓눌리신 채, 도중에 널려 있는 시신들의 영혼을 위하여 기도하셨습니다. 산꼭대기에 오르신 교황 성하께서는 그 큰 십자가 밑에 무릎을 꿇으신 채, 그분을 겨냥하여 총과 활을 쏘는 한 무리의 군인들에게 죽임을 당하셨습니다. 다른 주교님들과 신부님들, 남녀 수도자들과 신분과 지위가 다른 많은 평신도도 하나하나 그렇게 죽었습니다. 십자가의 양팔 아래에서는 두 천사가 손에 수정 성수반을 들고 순교자들의 피를 받아 그것을 하느님께 나아가는 영혼들에게 뿌렸습니다.

### 세 번째 비밀 해석
세 번째 비밀은 1917년 루치아에 의해 문서로 작성돼 밀봉된 다음 바로 교황청에 보내져 83년 동안 오직 교황만이 열람하도록 허용된 채 일반에 공개되지 않았다. 1960년 후 루치아는 세 번째 비밀의 내용을 대중에 공개해줄 것을 바티칸에 요청했지만 2000년 전까지 발표가 보류되었다. 의전 사제 바르사스와 추기경 오타비아니를 포함한 일부 관계자들의 말에 따르면, 루치아는 그들에게 “1960년에는 그 메시지가 더욱 확실해질 것입니다.”라는 말을 하면서 1960년 안에 세 번째 비밀의 내용을 공개해야 한다고 주장했다고 한다. 하지만, 그와 관련된 어떠한 발표 없이 1960년이 지나가자, 그 비밀의 내용에 대해 여러 억측이 쏟아지기 시작했다.

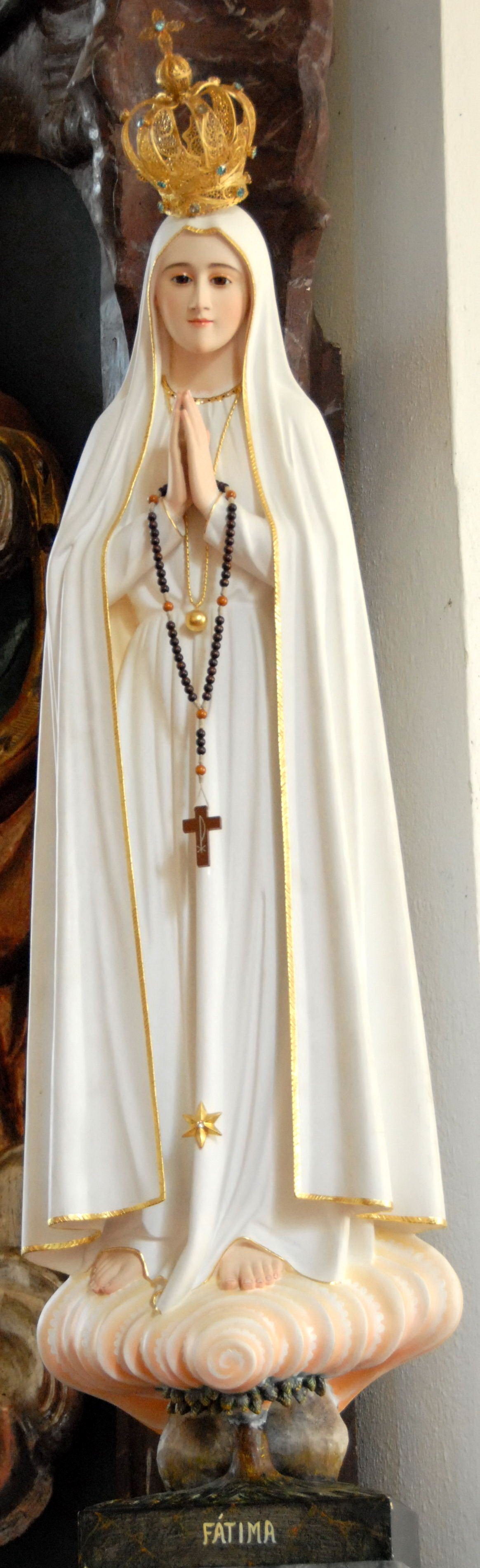
세 아이에게 발현한 성모 마리아의 형상

2000년 5월 13일 교황 요한 바오로 2세가 파티마를 찾아 그동안 철저하게 비밀에 부쳐져 왔던 파티마의 세 번째 비밀을 공개했다.
파티마에서 요한 바오로 교황과 루치아 수녀가 10여 분간 단독 면담한 이후 거행된 미사 뒤에 교황청 국무원장 안젤로 소다노 추기경은 세계 각국에서 몰려든 50만 명의 군중 앞에서 세 번째 비밀의 내용을 발표했다. 당시 발표한 메시지는 신앙교리성 차관 타르치시오 베르토네 대주교의 서언, 루치아 수녀가 1941년 8월 31일 레이리아-파티마의 주교에게 보낸 파티마 첫 번째와 두 번째 비밀 부분, 루치아 수녀가 1944년 1월 3일 작성한 세 번째 비밀 부분, 교황 요한 바오로 2세가 루치아 수녀에게 보낸 2000년 4월 19일 서한, 루치아 수녀가 2000년 4월 27일 베르토네 대주교와 레이리아-파티마 교구장 주교와 나눈 대화 내용, 교황청 국무성성 장관 안젤로 소다노 추기경이 2000년 5월 13일 히야친타와 프란치스코의 시복식에서 한 연설 그리고 교황청 신앙교리성 장관 요제프 라칭거 추기경의 신학적 해석으로 구성돼 있다.
소다노 추기경은 세 번째 비밀이 교황 요한 바오로 2세에 대한 저격 기도라고 밝혔다. 그는 “마지막 환시는 순교자들의 시신 사이로 십자가를 향해 걷다가 총탄에 쓰러지는 하얀 옷차림의 주교 모습이었다.”라면서, “교황 성하께서 지난 1981년 파티마의 성모님께서 처음 발현하신 날짜인 5월 13일 바티칸 성 베드로 광장에서 총격을 받으신 다음 죽음의 문턱에서 살아나신 것은 성모님 덕분이었다.”라고 말했다. 당시 요한 바오로 2세는 터키인 저격수 아그자로부터 불과 3m 거리에서 저격당했으나, 기적적으로 건강을 되찾았다. 요한 바오로 2세는 총격을 받은 직후 병원 침상에 파티마의 세 번째 비밀의 내용이 담긴 봉투를 가져오게 했다. 요한 바오로 2세는 그 즉시 티 없이 깨끗한 성모 성심에 온 세상을 봉헌하기로 마음먹고, 직접 ‘의탁 기도문’이라 이름 붙인 기도문을 작성하였다. 또한, 그는 저격 사건이 있은 바로 다음해인 1982년 자신의 목숨을 구해 준 성모 마리아에게 감사를 표하고자 파티마로 순례를 떠났다.
베르토네 대주교는 교황 요한 바오로 2세가 마지막 비밀을 공개하기로 결정을 내린 것이, “이 시대가 권력과 죄악을 향한 인간의 비극적 욕망으로 뒤덮여 있지만, 하느님의 자비로운 사랑과 예수님과 교회의 어머니의 세심한 배려가 충만한 역사의 한 시대를 마무리하는 것”이라고 밝혔다.
라칭거 추기경의 설명으로는, 파티마 세 번째 비밀을 해석하는 열쇠가 바로 천사가 세 번 거듭해서 크게 외친 말, 곧 “참회하라, 참회하라, 참회하라!”에 있다고 밝혔다. 성모 마리아의 왼편에 불칼을 지닌 천사는 심판을 경고하는 것이며 불을 꺼버린 성모 마리아의 광채는 참회를 요청하는 것이라고 한다. 라칭거 추기경은 가파른 산, 폐허가 된 거대한 도시 그리고 커다랗고 투박한 십자가에 대해서도 설명하였다.
“산과 도시는 인간 역사의 무대이다. 이곳에서 인간은 정상에 오르려고 노력하고 창조성을 발휘하지만, 이와 동시에 자신의 업적을 파괴하기도 한다. 십자가는 파괴를 구원으로 바꾼다. 그것은 역사의 고통을 의미하지만, 역사에 대한 약속을 의미하기도 한다. 이 환시에서 하얀 옷을 입은 주교, 곧 교황의 역할은 특별하다. 교황이 거의 폐허가 된 도시에서 고통과 슬픔에 싸여 다른 주교들, 사제들, 수도자들 그리고 다른 여러 신분의 신자들 앞에 서서 시체들 사이를 지나가는 모습은 교회가 십자가의 길을 걷고 있으며 폭력과 파괴와 박해의 시대를 살고 있음을 표현한 것이다. 지난 한 세기의 역사가 이 모습 안에 압축되어 있다. 루치아 수녀의 글에는 교황이 산의 정상에 다다랐을 때에 다른 사람들과 함께 살해당하지만, 교황 요한 바오로 2세는 성모님의 손의 도움으로 죽음의 문턱에서 살아 돌아왔다. 이것은 다시 한 번 불변의 운명이란 존재하지 않는다는 것, 신앙과 기도야말로 역사를 바꾸는 힘이며 기도는 총알보다 강하고 신앙은 군대보다 강하다는 것을 보여 준다. 십자가의 두 팔 아래서 순교자들의 피를 모아 하느님의 길을 충실히 따르는 사람들에게 뿌리는 천사들의 모습은 피와 눈물을 통한 구원의 희망을 보여 준다. 이처럼 파티마 세 번째 비밀의 결론은 희망이다. 하느님을 찾는 사람에게 징표가 되는 것은 고통받는 교회, 순교자들의 교회이다. 그리스도를 증언하며 겪는 고통에서 정화와 쇄신의 힘이 나온다.”
마지막으로 세 번째 비밀의 의미와 성모 마리아가 인류에게 무엇을 말하려 했던 것이었는지에 대해서는 “개별 사건들이 묘사되는 한, 그것은 과거에 속한다. 세계의 종말이라든지 역사의 미래에 대한 놀랄 만한 묵시록적 계시를 기대하였던 사람들은 실망할 것이다. 기독교 신앙 전체가 단순한 호기심의 대상으로 축소될 수 없는 것처럼, 파티마는 그런 식으로 우리의 호기심을 만족하게 하지는 않는다. 변함없는 사실은, 우리가 세 번째 비밀의 원문을 성찰하기 시작하였을 때 이미 분명하였다. 그것은 영혼들을 구원하는 길로서 기도를 권장하고 또한 참회와 회개를 촉구한 것이다. 또 마리아의 순종으로 이 세상에 구세주께서 오셔서 역사가 바뀌었듯이, 하느님을 바라보는 깨끗한 마음으로 악을 이기고 승리할 수 있다는 것이다.”

## 파티마의 기도와 보속
몇몇 가톨릭 신자들은 파티마의 성모에게 바탕을 둔 기도를 바치고 있다. 그 가운데 가장 유명한 기도는 성체의 기도로 성삼위와 성체를 모독하는 모욕적 언동을 없애달라고 청원하는 내용을 담고 있다. 이 기도는 한 천사가 성체와 성혈을 가지고 와서 그 앞에 엎드려 파티마의 성모 발현을 목격한 세 어린이와 함께 바쳤기 때문에 천사의 기도라고도 불린다.
"오, 지극히 거룩하신 성삼, 성부 성자 성령님, 마음 깊이 당신을 찬미하나이다. 세상 모든 감실 안에 계신 예수 그리스도의 지극히 보배로운 몸과 피와 영혼과 신성을 당신께 바치오니, 예수님의 마음을 상해드린 불법과 모독과 무관심을 기워갚기 위함이나이다. 예수 성심의 무한한 공로와 티없으신 마리아의 공로로 삼가 청하오니, 불쌍한 죄인들이 회개하게 하소서."
이 천사는 포르투갈의 천사 또는 평화의 천사라고 불린다.
또, 파티마에 발현하신 성모님께서는 묵주기도를 바칠 때에 매 신비가 끝날 때마다 다음과 같은 구원의 기도를 바칠 것을 요청하기도 하셨다.
"예수님, 저희 죄를 용서하시며, 저희를 지옥불에서 구하시고, 모든 영혼들을 천국으로 이끌어 주시며, 특히 자비를 가장 필요로 하는 영혼들을 돌보소서."

## 같이 보기
- 파티마 성모의 푸른 군대
- 파티마 성모의 3가지 비밀(en:Three Secrets of Fátima)
- 에어링구스 164편 납치 사건(en:Aer Lingus Flight 164) - 1981년 5월 2일에 여객기 납치범이 바티칸에 대하여 파티마 성모의 3번째 비밀을 공개하라고 요구
- 성모 발현